# Imaginata

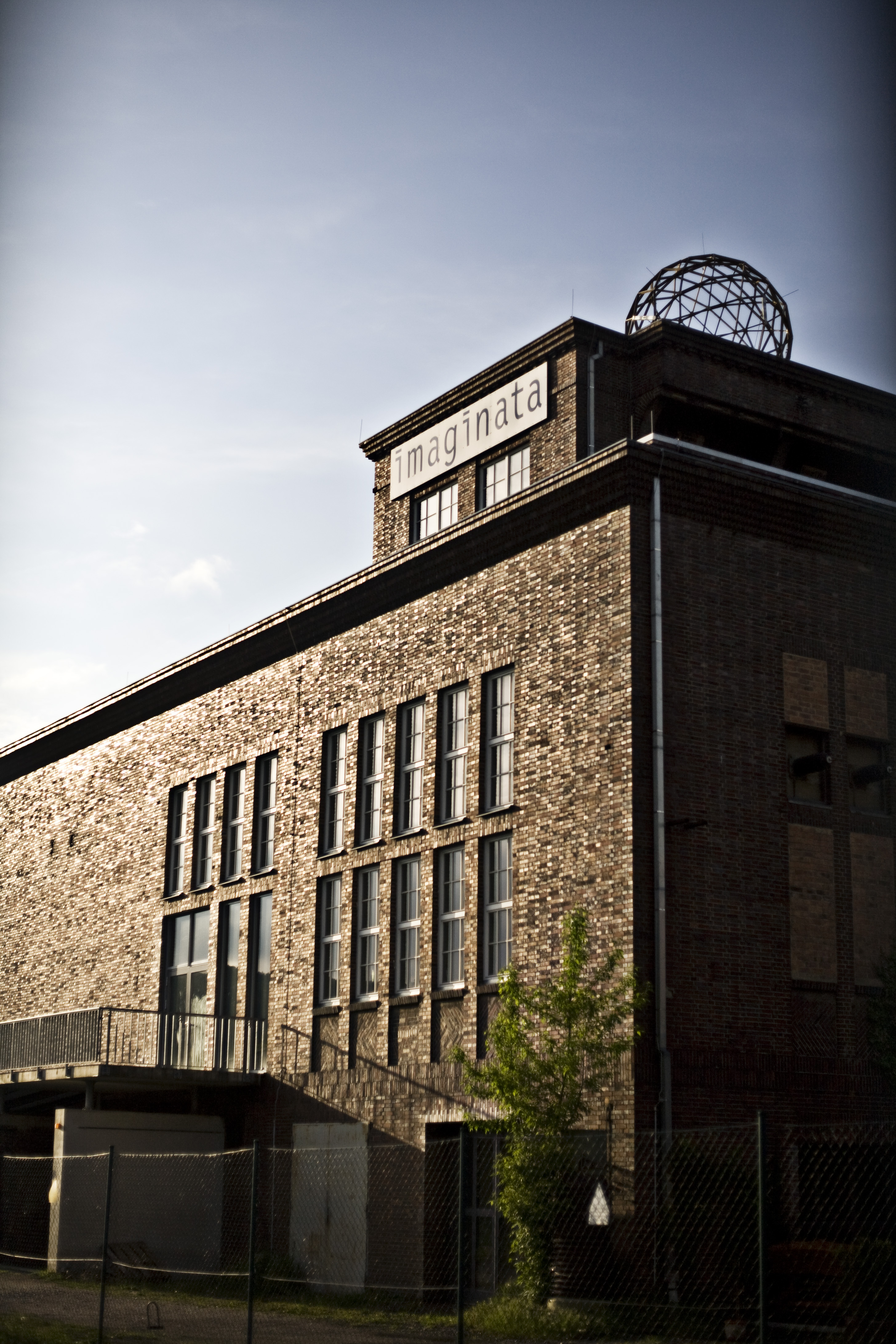
Außenansicht der Imaginata

Die Imaginata ist ein deutsches Science Center in Jena. Das Experimentarium für die Sinne gehört mit seinem Stationenpark zu einem der ersten derartigen Zentren in Deutschland.
Gegründet wurde die Imaginata 1995 von Gundela Irmert-Müller und Peter Fauser, sie befindet sich in dem ehemaligen Umspannwerk Jena-Nord. Dort kann auf rund 1.500 m² mit über 100 Exponaten aus den Bereichen der optischen Täuschungen, Physik und Mathematik experimentiert werden.

## Konzept
Das größte Anliegen der Imaginata ist es, die Vorstellungskraft ihrer Besucher anzuregen und durch selbstständiges Experimentieren ein vertiefendes Lernen zu ermöglichen. In diesem Zusammenhang werden im Stationenpark wahrnehmungspsychologische, physikalische und mathematische Phänomene mit Hilfe von Experimenten für alle Sinne anschaulich dargestellt und nicht nur im übertragenen Sinne begreifbar gemacht. Die theoretische Basis liegt in dem Konzept des imaginativen beziehungsweise des verständnisintensiven Lernens.
Beim imaginativen Lernen handelt es sich um den Ansatz, dass für ein effektives, tiefgreifendes Lernen, bei dem Zusammenhänge verstanden werden, Inhalte anschaulich dargestellt und eigene Vorstellungen gebildet werden müssen (siehe auch Inneres Kind). Die Förderung der Vorstellungskraft, die durch die Anregung und den Freiraum für (Gedanken-)Spiele und Experimente geschaffen wird, spielt daher hierbei eine tragende Rolle. Die Theorie des verständnisintensiven Lernens ist eine Weiterentwicklung des imaginativen Lernens. Sie kombiniert deren Ansatz mit dem Lernen durch das Machen von Erfahrungen, dem Lernen durch die Verbindung von haptischer Wahrnehmung und der geistigen Tätigkeit des „Begreifens“, sowie mit dem Ansatz, dass auf der Grundlage eigener Vorstellung neue Bilder kreiert werden können (Metakognition).
Heute haben nicht nur die Imaginata mit ihrem Stationenpark ihren Sitz im Umspannwerk Jena-Nord, sondern auch der Lehrstuhl für Schulpädagogik und Schulentwicklung an der Friedrich-Schiller-Universität Jena, die Geschäftsstelle des Schülerwettbewerbs Demokratisch Handeln und das Entwicklungsprogramm für Unterricht und Lernqualität (E.U.LE.).

## Geschichte
Bereits 1991 begann das Projekt „imaginatives Lernen“ zunächst am Institut für Erziehungswissenschaften in der Eberhard Karls Universität Tübingen, wo von Peter Fauser und Otto Seydel ein erstes wissenschaftliches Konzept verfasst wurde. Die Unterstützung der Heidehof Stiftung (damals noch „Stiftung für Bildung und Behindertenförderung GmbH“), die bis heute Hauptunterstützer der Imaginata geblieben ist, war besonders in diesem frühen Stadium von Bedeutung. 1995 fand dann im Juni die erste Sommer-Imaginata in Jena statt, die von Studenten des Projektseminars zum imaginativen Lernen, sowie von Schülern und Lehrern Jenaer Schulen geplant und durchgeführt wurde. Diese damals noch einwöchige Veranstaltung füllte das Hauptgebäude der Friedrich-Schiller-Universität Jena und die Straßen und Plätze um das Gebäude herum mit naturwissenschaftlichen Experimentierstationen, aber auch mit Theaterprojekten und Konzerten. Im Dezember desselben Jahres wurde dann der als gemeinnützig anerkannte Verein „Imaginata e. V.“ gegründet. In den Jahren 1997 und 1998 wurde das Umspannwerk Jena-Nord erworben. Der Umzug in das Gebäude konnte nach einigen Instandsetzungs- und Umbaumaßnahmen bereits im Frühjahr 1999 begonnen werden. Nachdem seit 1995 jährlich für jeweils eine Woche die Jenaer Innenstadt durch eine Sommer-Imaginata belebt worden war, konnte der Imaginata-Stationenpark 2000 das erste Mal für fünf Monate von Juni bis November geöffnet werden. Ebenfalls im Sommer 2000 nahm die Imaginata mit einem kleinen Stationenpark und Theaterauftritten während der Thüringen-Woche im Deutschen Pavillon auf der EXPO 2000 in Hannover teil. Im darauffolgenden Jahr wurde die Boxengasse mit optischen Experimenten ausgestattet und wird seither als Teil des Stationenparks genutzt.
Zum Stand 2024 werden neben dem Stationenpark auch Workshops und Projekte für Kinder und Erwachsene angeboten. Schwerpunkte sind die Themen Energie, Klima und Nachhaltigkeit. Im Außengelände wurden Gemeinschaftsgärten und Anlagen für erneuerbare Energien angelegt. Es finden Tauschmärkte und Reparaturcafés statt. Unter dem BNE-Siegel werden die Veranstaltungen durch das Thüringer Umweltministerium unterstützt. 

## Jahresthemen
Seit 1996 steht jedes Jahr in der Imaginata unter einem besonderen Motto. Zu jedem dieser Themen finden über das jeweilige Jahr verteilt Lesungen, Konzerte, Wettbewerbe oder Happenings statt.

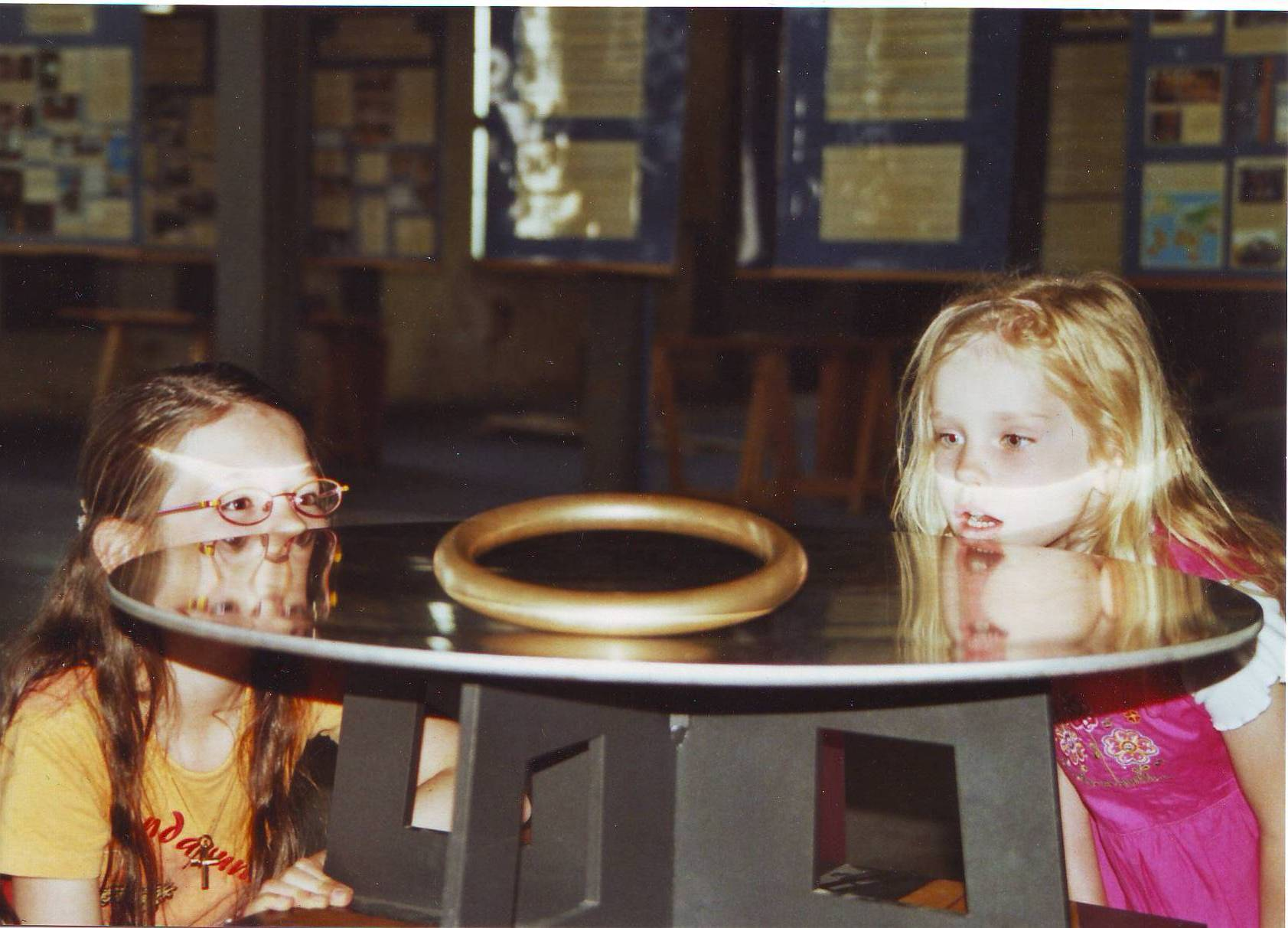
Experimentieren in der Imaginata

Die Jahresthemen im Überblick:
| 1996: „licht.optik.sehen“      | 2000: „Runde Sachen“               | 2004: „Spuren“       | 2008: „elementar“             | 2012: „LebensEnergie“ |
| 1997: „Lust auf Bewegung“      | 2001: „Ende und Anfang“            | 2005: „eigentlich“   | 2009: „formen“                | 2013: „Anhaltspunkte“ |
| 1998: „Hören mit allen Sinnen“ | 2002: „Bilder im Kopf“             | 2006: „Hand und Fuß“ | 2010: „Empörung“              | 2014: „Augenmaß“      |
| 1999: „Verwandlungen“          | 2003: „Welt und Welten“            | 2007: „Wege“         | 2011: „Schwach – oder stark?“ | 2015: „Sein lassen“   |
| 2016: "wirklich"               | 2024: "Leben mit Naturmaterialien" |                      |                               |                       |